# Джубило Ивата
«Джубило Ивата» (яп. ジュビロ磐田 Дзюбиро Ивата, порт. Júbilo Iwata) — японский футбольный клуб из города Ивата, префектура Сидзуока.

## История
Клуб был основан в 1970 году как футбольная секция компании «Ямаха Моторс». В 1994 году под именем «Джубило Ивата» (порт. Júbilo — торжество, ликование) клуб вступил в профессиональную футбольную Джей-лигу.
«Джубило Ивата» стал лидером японского клубного футбола начиная с 1997 года, когда клуб возглавил бразилец Луис Фелипе Сколари. Три сезона подряд клуб праздновал чемпионство в Джей-лиге, стал обладателем Кубка чемпионов Азии (позднее Лига чемпионов АФК) и дважды играл в финале. В последние годы Джубило в основном занимает места в середине турнирной таблицы.
Основные соперники Джубило в Джей-лиге — «Симидзу С-Палс», «соседи» по префектуре Сидзуока.

## Достижения

### Национальные
- Чемпион Японии (4): 1988, 1997, 1999, 2002
- Обладатель Кубка Императора: 1982, 2003
- Финалист Кубка Императора: 1989, 2004
- Обладатель Кубка лиги: 1998, 2010
- Финалист Кубка лиги: 1994, 1997, 2001

### Международные
- Победитель Лиги чемпионов АФК: 1999
- Обладатель Кубка банка Суруга (1): 2011